# Рудольф Йоганн фон Габсбург-Лотаринзький
Рудольф Йоганн Йосип Райнер фон Габсбург-Лотаринзький (нім. Rudolf Johannes Joseph Rainier von Habsburg-Lothringen, 9 січня 1788, Флоренція, Велике герцогство Тосканське — 24 липня 1831, Баден, Австрійська імперія) — ерцгерцог австрійський, австрійський кардинал, композитор і піаніст. Архієпископ Оломоуцький з 24 березня 1819 до 24 липня 1831 року. Кардинал-священик з титулом церкви Сан П'єтро ін Монторіо з 4 червня 1819 до 24 липня 1831 року.
Він також відомий як учень, покровитель та друг Людвіга ван Бетховена, який присвятив йому кілька творів.

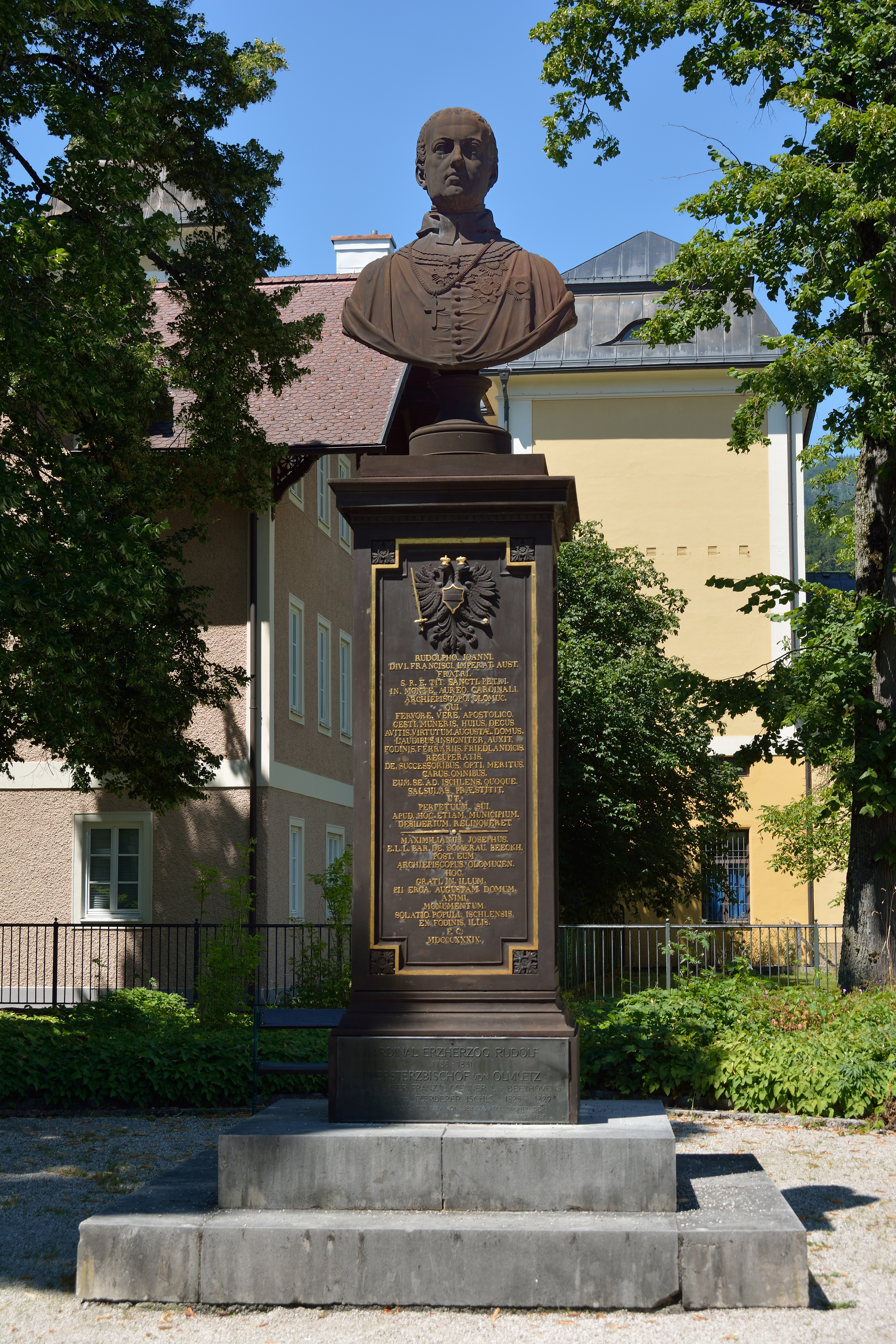
Меморіал Родольфа Габсбург-Лотаринзького в Бад Ішлі, Верхня Австрія

## Життєпис
Рудольф Габсбург-Лотаринзький був наймолодшим сином з 16 дітей імператора Священної Римської імперії Леопольда II та Марії Луїзи Іспанської. Він приватно виховувався в монастирі августинців у Клостернойбурзі.
У 1803 або 1804 роках Рудольф почав брати уроки гри на фортепіано у Людвіга ван Бетховена. Між ними зародилися стосунки поваги та глибокої дружби, і кардинал став одним із найбільших прихильників та покровителів композитора.
19 березня 1805 він був пострижений та 24 червня 1805 року посвячений у малі чини. У 1806 році він був обраний архієпископом-коад'ютором Оломоуцької архієпархії. Після смерті архієпископа Антон-Теодора фон Колоредо-Вальдзе-Мельса в 1811 році він не прийняв єпархії, бо був надто молодим. Лише після смерті архієпископа Марія-Тадауса фон Траутмансдорф-Вайнсберга у 1819 році він був обраний князем-єпископом. У тому ж році, 4 червня, він був призначений пресвітером у церкві Святого Петра в Монторіо на пагорбі Янікул у Римі. Він не брав участі ні в конклаві 1823 року, під час якого був обраний Лев XII, ні в конклавах 1829 та 1830—1831 років.